# Hugo O'Donnell y Duque de Estrada
Hugo O'Donnell y Duque de Estrada (Madrid, 29 de setembre de 1948), comte de Lucena i VII duc de Tetuán, és un militar i noble espanyol, nebot-rebesnet del general Leopoldo O'Donnell, primer duc de Tetuán.

## Biografia
És llicenciat en dret i comandant d'Infanteria de Marina i historiador militar. És un cavaller de l'Orde de Malta i membre de la Reial Acadèmia de la Història. És advocat de l'Il·lustre Col·legi de Madrid i Vocal del Patronat del Museu Naval. El 2000 va rebre el Premi Nacional d'Història. Ha escrit al Diccionario Biográfico Español sobre el general colpista Alfonso Armada, qualificant la seva participació en el cop d'estat del 23 de febrer com a succés.

## Obres
- La guerra de la independencia 10. Arapiles y Vitoria Hugo O'Donnell y Duque de Estrada; José Gregorio Cayuela Fernández (col.), Ricardo García Cárcel (col.), Antonio Morales Moya (col.), Jean-René Aymes (col.), Charles J. Esdaile (col.), Miguel Artola Gallego (col.), Gérard Dufour (col.), Andrés Cassinello Pérez (col.), Manuel Moreno Alonso (col.) Madrid : Arlanza, 2008. ISBN 978-84-95503-96-1
- La guerra de la Independencia 1. Carlos IV pierde el trono + DVD. Ricardo García Cárcel; José Gregorio Cayuela Fernández (col.), Antonio Morales Moya (col.), Jean-René Aymes (col.), Charles J. Esdaile (col.), Miguel Artola Gallego (col.), Alberto Gil Novales (col.), Hugo O'Donnell y Duque de Estrada (col.) Madrid : Arlanza, 2008. ISBN 978-84-95503-87-9
- La guerra de la Independencia 8. Los afrancesados + DVD Manuel Moreno Alonso; José Gregorio Cayuela Fernández (col.), Charles J. Esdaile (col.), Miguel Artola Gallego (col.), Luis Alejandre (col.), Jean-René Aymes (col.), Hugo O'Donnell y Duque de Estrada (col.), Alicia Laspra Rodríguez (col.), Rafael Sánchez Mantero (col.), Joaquín Varela Suanzes-Carpegna (col.), David García Hernán (col.) Madrid : Arlanza, 2008. ISBN 978-84-95503-94-7
- 1762, La Habana inglesa: la toma de La Habana por los ingleses Guillermo G. Calleja Leal, Hugo O'Donnell y Duque de Estrada. Madrid : Cultura Hispánica, 1999. ISBN 84-7232-830-9
- España en el descubrimiento, conquista y defensa del Mar del Sur. Hugo O'Donnell y Duque de Estrada. Fundación MAPFRE, 1992. ISBN 84-7100-335-X
- El mapamundi denominado "Carta de Juan de la Cosa" Hugo O'Donnell y Duque de Estrada. Sevilla la Nueva (Madrid) : Egeria, 1992. ISBN 84-88065-03-5
- El viaje a Chiloé de José de Moraleda: 1787-1790. Hugo O'Donnell y Duque de Estrada. Madrid : Editorial naval, 1990. ISBN 84-7341-054-8